# عمرو وهبة
عمرو وهبة هو ممثل مصري أشتهر من خلال أعماله الكوميدية عبر اليوتيوب، في البداية وانضم بعد ذلك إلى طاقم عمل برنامج ساترداي نايت لايف بالعربي. وحقق نجاح بدور لذيذ في مسلسل بيتنا روبوت.

## أعماله

### مسلسلات
- 2018: كلبش 2
- 2018: طلعت روحي
- 2019: بدل الحدوتة تلاتة
- 2020: فلانتينو
- 2020: الشركة الألمانية لمكافحة الخوارق: جمجوم وبم بم
- 2021: في بيتنا روبوت
- 2022: في بيتنا روبوت الجزء الثاني
- 2023: صوت و صورة
- 2024: بيت الرفاعي
- 2024: رقم سري

### أفلام
- 2018: الكويسين
- 2021: ماكو
- 2022: تسليم أهالي

### برامج
- 2016: البلاتوه الجزء الثاني
- 2016: ساترداي نايت لايف بالعربي
- 2021: معزوم ويانا

## وصلات خارجية
- عمرو وهبة على موقع IMDb (الإنجليزية)
- عمرو وهبة على موقع الدهليز
- عمرو وهبة على موقع قاعدة بيانات الأفلام العربية